# Ascogaster breviventris
Ascogaster breviventris är en stekelart som beskrevs av Granger 1949. Ascogaster breviventris ingår i släktet Ascogaster och familjen bracksteklar. Inga underarter finns listade.